# Ordonnancement, pilotage et coordination
Vous pouvez aider à l'améliorer ou bien discuter des problèmes sur sa page de discussion.
- Il peut contenir un travail inédit ou des déclarations non vérifiées. Vous pouvez l’améliorer en ajoutant des références. (Marqué depuis octobre 2024)

Vous pouvez aider à l'améliorer ou bien discuter des problèmes sur sa page de discussion.
- Il ne cite pas suffisamment ses sources. Vous pouvez indiquer les passages à sourcer avec {{référence nécessaire}} ou {{Référence souhaitée}}, et inclure les références utiles en les liant aux notes de bas de page. (Marqué depuis octobre 2024)
- Il est à actualiser. Certains passages sont obsolètes ou annoncent des événements désormais passés. (Marqué depuis octobre 2024)

- Archive Wikiwix
- Bing
- Cairn
- DuckDuckGo
- E. Universalis
- Gallica
- Google
- G. Books
- G. News
- G. Scholar
- Persée
- Qwant
- (zh) Baidu
- (ru) Yandex
- (wd) trouver des œuvres sur Wikidata

Pour les articles homonymes, voir OPC.
Ordonnancement, pilotage et coordination (OPC) constituent un ensemble de missions ayant pour objet, tout au long du déroulement d'un chantier de bâtiment et travaux publics (BTP), d'organiser et d'harmoniser dans le temps et dans l'espace les tâches élémentaires d'études et de travaux ainsi que les actions des différents intervenants.

## Définition règlementaire
L'ordonnancement, la coordination et le pilotage (dans cet ordre) sont définis à l'article 10 du décret no 93-1268 du 29 novembre 1993 relatif aux missions de maîtrise d'œuvre confiées par des maîtres d'ouvrage publics à des prestataires de droit privé :
« 
L'ordonnancement, la coordination et le pilotage du chantier ont respectivement pour objet :
a) D'analyser les tâches élémentaires portant sur les études d'exécution et les travaux, de déterminer leurs enchaînements ainsi que leur chemin critique par des documents graphiques ;
b) D'harmoniser dans le temps et dans l'espace les actions des différents intervenants au stade des travaux ;
c) Au stade des travaux et jusqu'à la levée des réserves dans les délais impartis dans le ou les contrats de travaux, de mettre en application les diverses mesures d'organisation arrêtées au titre de l'ordonnancement et de la coordination.
 »

## L'OPC et les intervenants du chantier
- Si vous ne connaissez pas le sujet, laissez ce bandeau (vous pouvez alors contacter les auteurs).
- Si vous supprimez le contenu mis en cause (vous pouvez préalablement contacter les auteurs),

argumentez précisément cette suppression dans la page de discussion
(un manque de référence n'est pas un argument ; une recherche réelle de référence doit avoir été effectuée, être formellement documentée).
Le coordonnateur, quelle que soit sa qualification — architecte, ingénieur, technicien — est le sapiteur capable de déterminer l'ordre de réalisation des tâches nécessaires à la réalisation d'un projet de travaux, contribuant ainsi à la conception des ouvrages au sein de la maîtrise d’œuvre. Par son expérience et sa formation, il est capable d'établir un planning général et d'effectuer la coordination globale de l'ensemble des intervenants. 
La Loi relative à la maîtrise d'ouvrage publique et à ses rapports avec la maîtrise d'œuvre privée de 1985 a donné une nouvelle identité à la maîtrise d'œuvre de chantier, qui peut entre autres, intégrer une mission OPC. Celle-ci n'est pas systématiquement incluse dans la mission de base. Si l'opération est peu importante, le maître d'ouvrage (MOA) a intérêt financièrement à l'intégrer dans la mission du maître d'œuvre[réf. nécessaire]. 
Le maître d'ouvrage aura tendance à privilégier une mission OPC sous son égide, de manière à avoir une autre perspective de son opération[Quoi ?].
La mission de l'OPC a pour objet, dans le cadre d'un projet sous maitrise d'ouvrage publique ou privée, dont la réalisation se fait au moyens de marchés de travaux en corps d'état séparés ou en entreprise générale, de définir l'ordonnancement de l'opération et de coordonner les différentes interventions afin de maîtriser les délais d'exécution et la parfaite organisation du chantier.
L'entrepreneur de travaux, quant à lui, exécute les travaux relatifs aux éléments contenus dans les pièces contractuelles, dans un délai imposé par le planning général.
Compte tenu de leur masse de travail sur l'opération, le maitre d'œuvre et l'entrepreneur ne peuvent effectuer les tâches suivantes[réf. nécessaire] :
- organiser le chantier quotidiennement vis-à-vis des intervenants concernés ;
- diffuser les plans à l'ensemble des intervenants de l'opération ;
- coordonner les dits intervenants ;
- contrôler l'ensemble des effectifs ;
- mettre au point un planning détaillé évolutif éventuellement compte tenu de l'avancement ou des impératifs voulus ou non du chantier.

Une présence plus fréquente que la visite hebdomadaire est nécessaire sur site[réf. nécessaire]. D'où la rémunération nécessaire d'un OPC pour cette prestation.
Celle-ci aura la même valeur, en temps passé sur site, qu'un coordonnateur SPS ou un contrôleur technique[réf. nécessaire]. Habituellement il faut que le temps passé sur site soit supérieur à celui des autres participants pour plus de résultat[Information douteuse]. Par contre il y a lieu de faire jouer la concurrence, lors de l'appel à candidatures, il ne s'agit que d'une estimation de valeur qui devra être amendée lors de l'établissement du dossier de consultation des entreprises (DCE).
L'OPC est une mission stratégique et représente donc une valeur ajoutée économique devenant une partie essentielle du prix de revient de l'opération. Le coût des délais dépassés et des aléas de chantier est trop élevé pour le maître d'ouvrage, le maître d’œuvre et l'entreprise de travaux :
- le maitre d'ouvrage doit payer mensuellement et mettre en service un bâtiment à la date prévue initialement ;
- le maitre d’œuvre engage son atelier ou agence, ainsi que son personnel pour mener à bien l’opération ;
- l'entrepreneur, devra, quand elles sont de son fait, supporter des retenues éventuelles, et la charge de la logistique nécessaire ainsi que le personnel complémentaire pour rattraper les retards engrangés, résultant souvent d'un dysfonctionnement de la coordination absente d'un OPC.

Au niveau de l’exécution d'une commande de travaux, une gestion et un suivi quotidien sont nécessaires pour une maitrise de l’ensemble de l'opération devant se dérouler avec une organisation générale adaptée à celle-ci.

## Déroulement de la mission de l'OPC
- Si vous ne connaissez pas le sujet, laissez ce bandeau (vous pouvez alors contacter les auteurs).
- Si vous supprimez le contenu mis en cause (vous pouvez préalablement contacter les auteurs),

argumentez précisément cette suppression dans la page de discussion
(un manque de référence n'est pas un argument ; une recherche réelle de référence doit avoir été effectuée, être formellement documentée).
L'OPC est décomposé en plusieurs étapes.
En phase d'étude, il procède tout d'abord une analyse détaillée des pièces du marché, les plans et les cahiers des clauses techniques particulières (CCTP). Ensuite, il prend en compte les contraintes du site, et les formalités nécessaires à la réalisation du chantier.
En parallèle, il élabore le cheminement de la diffusion des documents.
En phase de préparation, il met en place l'organisation du chantier avec les entreprises. Il effectue ensuite la mise au point des tâches entre les entreprises. Il détermine la planification et la coordination dans le temps des études d'exécution.
Ensuite il élabore un planning détaillé des travaux, tout en y intégrant des consultations auprès des entreprises intervenantes.
Il intègre également un calendrier des choix et des prototypes nécessaires à la réalisation du chantier, en accord avec les pièces écrites.
En phase d'exécution des travaux, il effectue hebdomadairement des réunions de coordinations, préparées au préalable avec les entreprises.
En parallèle il tient à jour le suivi du contrôle des exécutions, approvisionnements et choix de matériaux et prototypes, sans oublier la comptabilisation des jours d'intempéries et l'état des effectifs présents sur chantier.
Il procède au constat des retards de démarrage ou de fin de tâches planifiées. En cas de besoin, il procèdera à un recalage du calendrier d'exécution.
Hebdomadairement il élabore son compte rendu OPC et le diffuse quarante-huit heures après la réunion de coordination.
Il fait également un état des dates de suivi des documents d'exécution, relatifs au calendrier des études et contrôle leur diffusion.
En phase de réception, il assiste le MOE pour les visites préparatoires à la réception (opérations préalables à la réception ou OPR).
Il établit un calendrier des essais, réceptions techniques et de collecte des procès-verbaux des matériaux.
Il est présent à la réception des travaux.
À la suite de la réception des ouvrages avec ou sans réserves, il organise, anime et contrôle l'exécution de la levée des réserves figurant au procès-verbal de réception.
Enfin pour l'établissement du décompte général des dépenses (DGD), il propose une éventuelle répartition des pénalités, suivant les pièces émises en cours de chantier pour justifier ou non les retards constatés.